# Томаш Гюбшман
Томаш Гюбшман (чеськ. Tomáš Hübschman, нар. 4 вересня 1981 року, Прага, Чехословаччина) — чеський професійний футболіст, центральний захисник (опорний півзахисник) збірної Чехії та футбольного клубу «Яблонець».

## Виступи за збірну

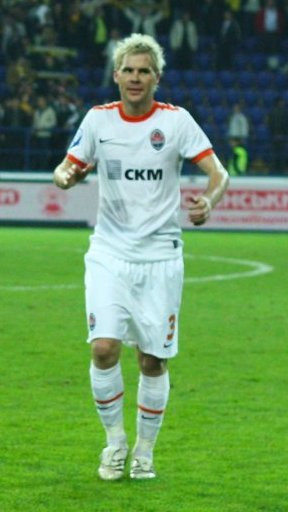
Гюбшман у складі донецького «Шахтаря»

У складі збірної Чехії провів 26 ігор. Найважливіщим досягненням за збірну став півфінальний поєдинок на Чемпіонаті Європи з футболу 2004 року, що проходив в Португалії.
Виступав також за молодіжну збірну Чехії, був її капітаном на юнацькому чемпіонаті світу 2001 року. Чемпіон молодіжного чемпіонату Європи 2002 року.

## Статистика виступів за «Шахтар»
Станом на 31 серпня 2013 року
| Клуб   | Сезон   | Чемпіонат | Чемпіонат | Кубок | Кубок | Єврокубки | Єврокубки | Суперкубок | Суперкубок | Всього | Всього |
| Клуб   | Сезон   | Ігри      | Голи      | Ігри  | Голи  | Ігри      | Голи      | Ігри       | Голи       | Ігри   | Голи   |
| ------ | ------- | --------- | --------- | ----- | ----- | --------- | --------- | ---------- | ---------- | ------ | ------ |
| Шахтар | 2004–05 | 21        | 1         | 4     | 0     | 10        | 1         | -          | -          | 35     | 2      |
| Шахтар | 2005–06 | 16        | 0         | 2     | 1     | 6         | 0         | 1          | 0          | 25     | 1      |
| Шахтар | 2006–07 | 17        | 0         | 4     | 0     | 7         | 1         | 1          | 0          | 29     | 1      |
| Шахтар | 2007–08 | 19        | 0         | 6     | 1     | 7         | 0         | -          | -          | 32     | 1      |
| Шахтар | 2008–09 | 22        | 1         | 3     | 0     | 14        | 1         | 1          | 0          | 40     | 2      |
| Шахтар | 2009–10 | 18        | 0         | 1     | 0     | 11        | 1         | -          | -          | 30     | 1      |
| Шахтар | 2010–11 | 14        | 0         | 5     | 0     | 8         | 0         | 1          | 0          | 28     | 0      |
| Шахтар | 2011–12 | 20        | 1         | 1     | 0     | 6         | 0         | 1          | 0          | 28     | 1      |
| Шахтар | 2012–13 | 9         | 0         | 3     | 0     | 6         | 0         | 1          | 0          | 18     | 0      |
| Шахтар | 2013–14 | 2         | 0         | -     | -     | -         | -         | 1          | 0          | 3      | 0      |
| Всього | Всього  | 158       | 3         | 29    | 2     | 75        | 4         | 6          | 0          | 268    | 9      |

## Титули та досягнення
- Чемпіон Чехії (2): 2002, 2003
- Чемпіон України (7): 2005, 2006, 2008, 2010, 2011, 2012, 2013
- Володар кубка України (4): 2008, 2011, 2012, 2013
- Володар Суперкубка України (4): 2005, 2008, 2010, 2012
- Володар Кубка УЄФА 2008-09
- Чемпіон Європи (U-21): 2002